# Karel Hančil
Karel Hančil (2. února 1917 Třebihošť – 30. listopadu 2009 Verrières-le-Buisson) byl český palubní navigátor 311. československé bombardovací perutě RAF.

## Život

### Před druhou světovou válkou
Karel Hančil se narodil 2. února 1917 v Třebihošťi na Královédvorsku v rodině rolníka. Vychodil měšťanskou školu v Miletíně a vystudoval obchodní akademii v Hořicích, kde odmaturoval v roce 1937. V témže roce nastoupil prezenční vojenskou službu do Vyškova, v rámci které absolvoval školu pro důstojníky v záloze. Zabýval se trampingem, byl členem hořické trampské osady Manitoba.

### Druhá světová válka
Po německé okupaci opustil Karel Hančil v květnu 1939 v nákladním vlaku ilegálně Protektorát Čechy a Morava a v Polsku se přihlásil do zde vznikající československé zahraniční jednotky. Následoval přesun do Francie, kde byl nucen podepsat závazek ke vstupu do cizinecké legie. Po vypuknutí druhé světové války byl zařazen do francouzského letectva a od 17. září 1939 do dubna 1940 zastával funkci pozorovatele na letišti v Tours. Po pádu Francie v červnu 1940 se přes severní Afriku a Gibraltar evakuoval do Spojeného království. Vstoupil do Royal Air Force a byl zařazen do 311. československé bombardovací perutě, kde působil jako palubní navigátor. Dosáhl hodnosti podporučíka. Operační činnost měl ukončit ze zdravotních důvodů, nesouhlasil však s přeřazením k pozemním jednotkám a proto vstoupil do americké armády, kde následně působil do roku 1947 jako tlumočník na velitelstvích.

### Po druhé světové válce
Po odchodu z americké armády získal Karel Hančil francouzské státní občanství a ve Francii žil až do své smrti. Zemřel dne 30. listopadu 2009 ve Verrières-le-Buisson.

## Ocenění
- Karel Hančil byl v roce 1996 jmenován čestným občanem rodné Třebihoště[2]